# Nikoloz Guilaouri
Nikoloz Guilaouri, dit Nika Guilaouri, (en géorgien : ნიკოლოზ გილაური), né le 14 février 1975 à Tbilissi, est un homme d'État géorgien, Premier ministre de 2009 à 2012.

## Biographie
Guilauri est ministre de l'Énergie de février 2004 à septembre 2007, date de sa nomination comme ministre des Finances, fonction qu'il cumule à partir de décembre 2008 avec celle de premier vice-Premier ministre. À la suite de la démission de Grigol Mgaloblichvili, il est nommé Premier ministre par le président Saakachvili et prend ses fonctions le 6 février 2009, après avoir obtenu l'investiture devant le Parlement par 106 voix sur 114.
Le 4 juillet 2012, le président Saakachvili nomme Ivane Merabichvili, alors ministre de l'Intérieur, pour lui succéder.